# Castello di Bauso

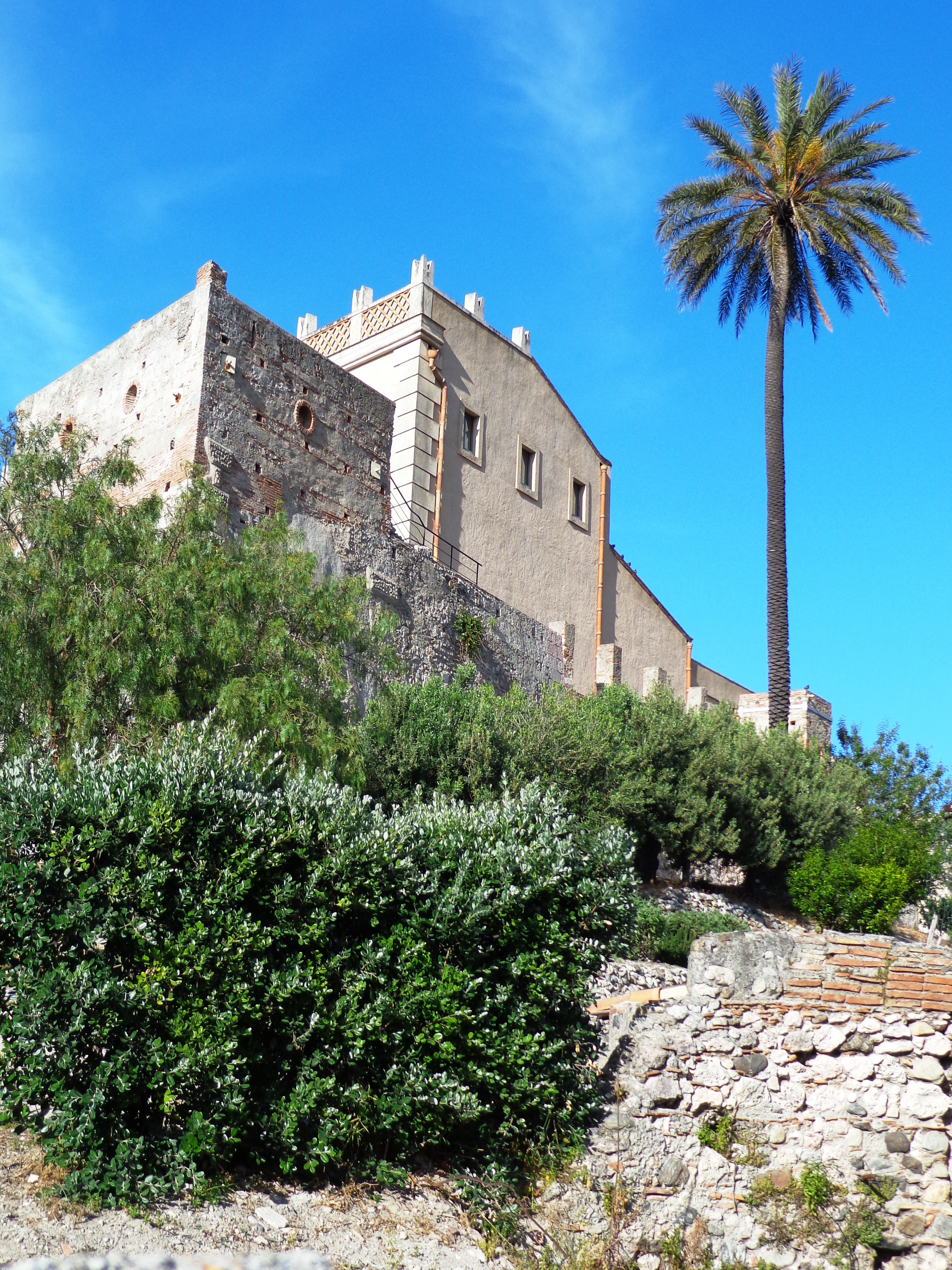
Il castello di Bauso.

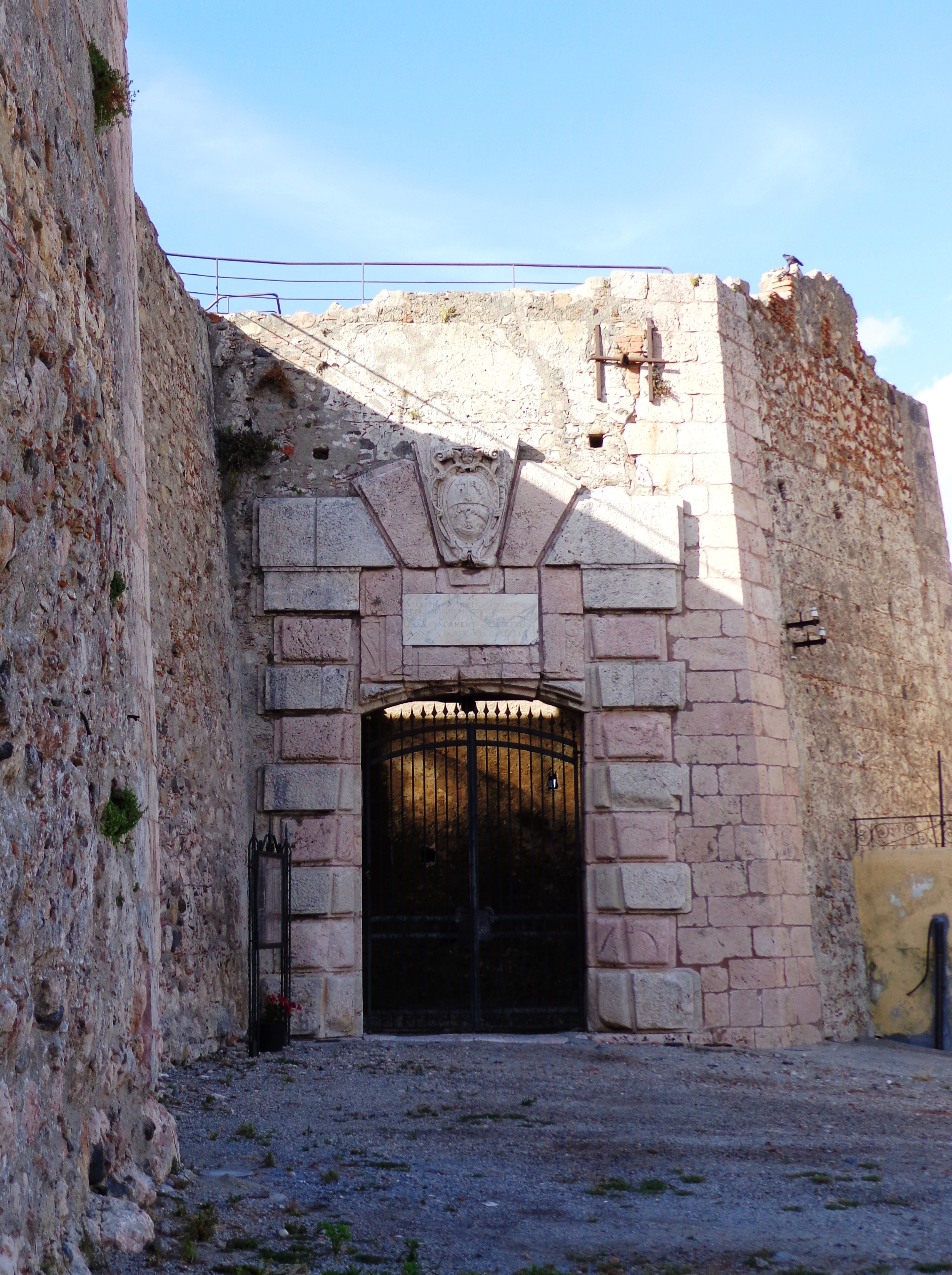
Ingresso.

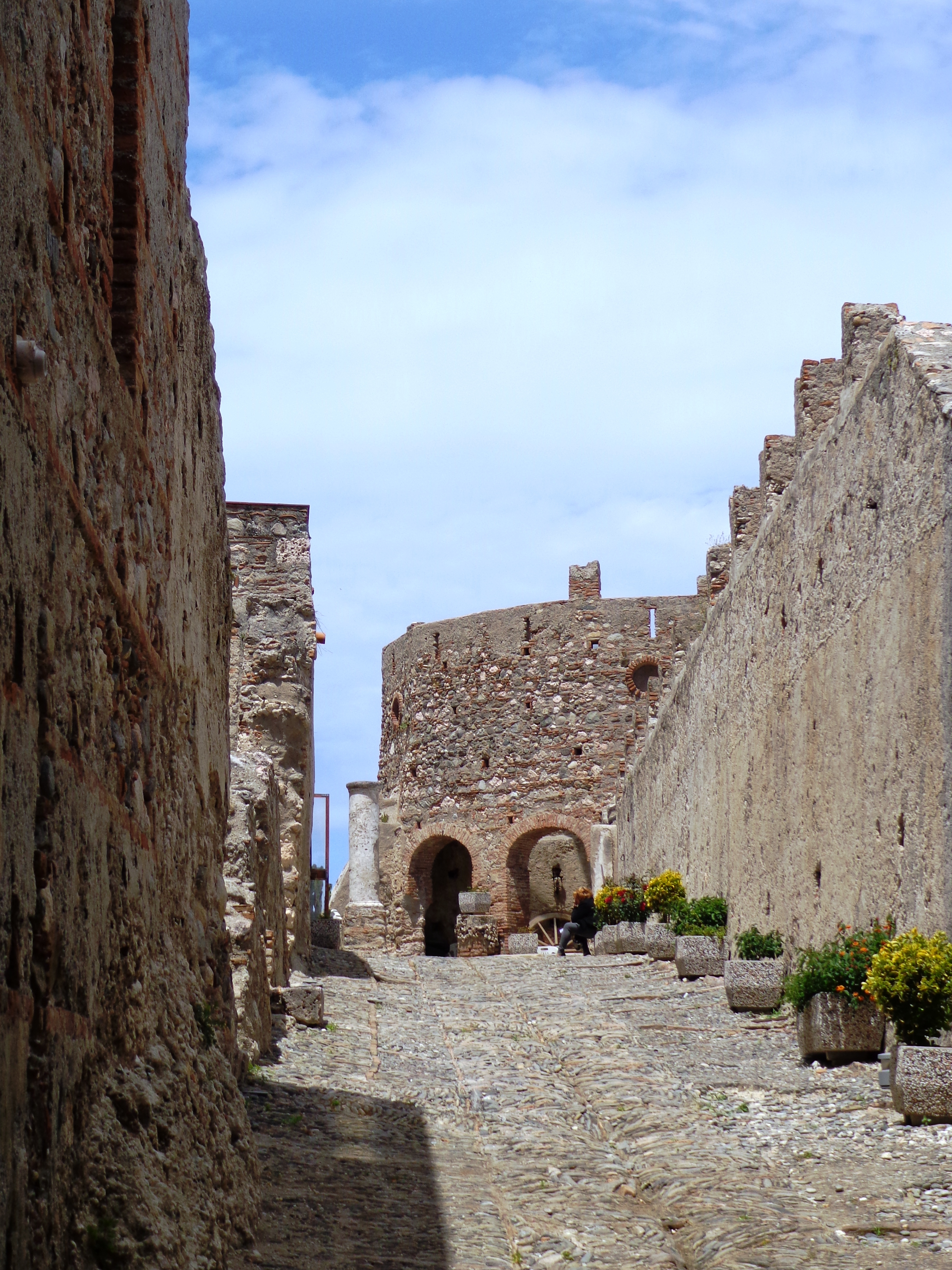
Cortina esterna di N - E.

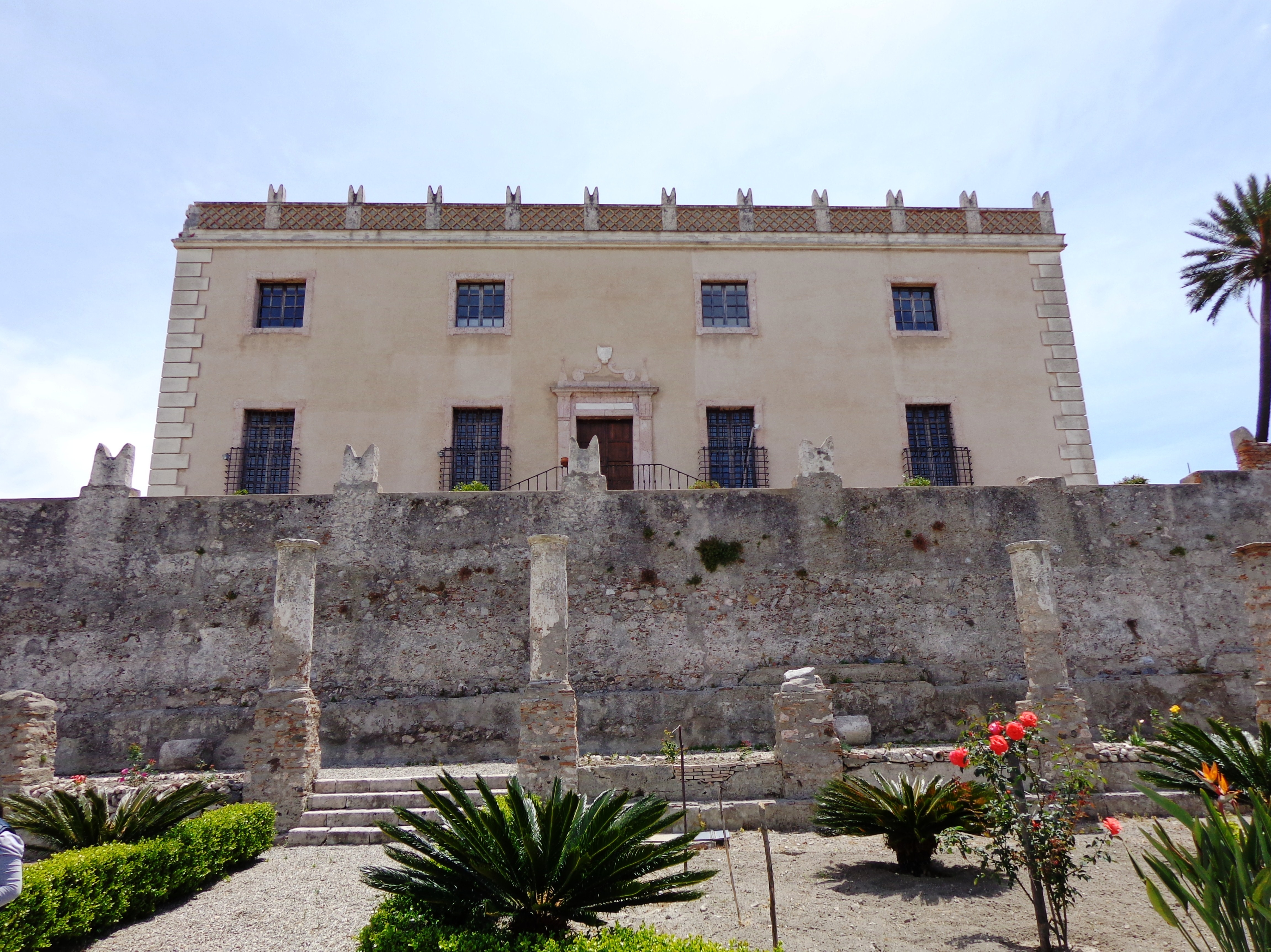
Prospetto.

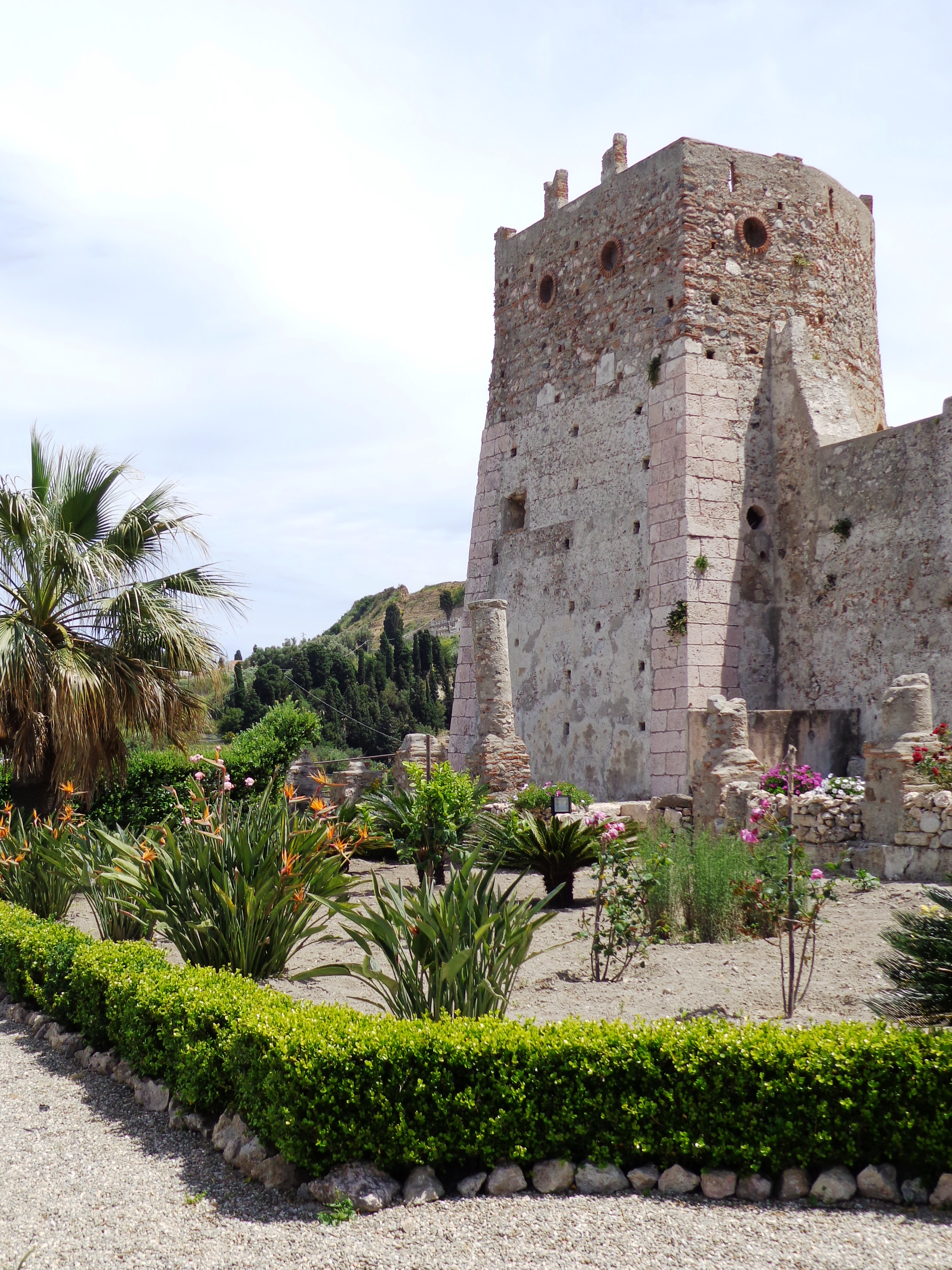
Vista dai Giardini.

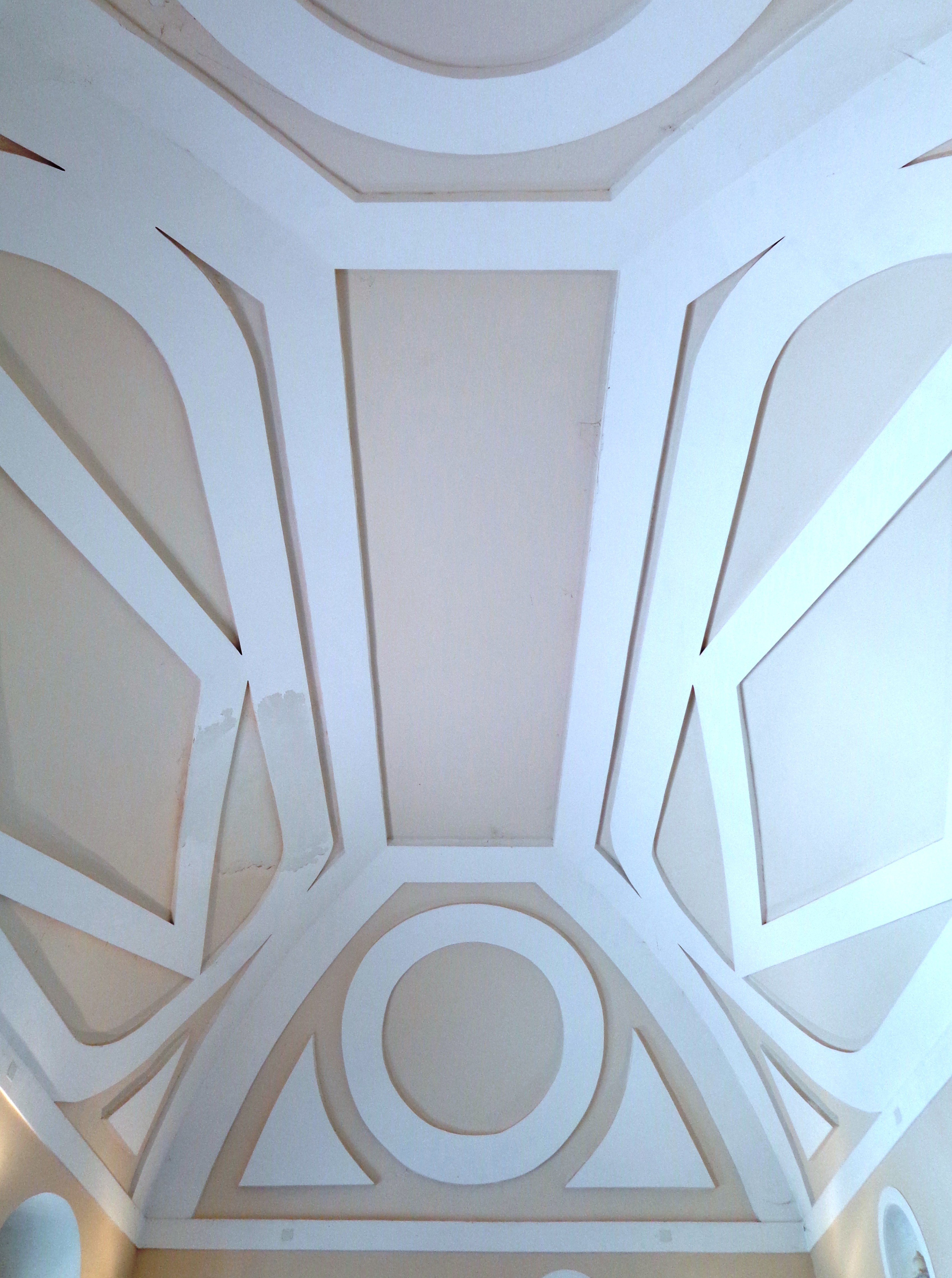
Volta salone.

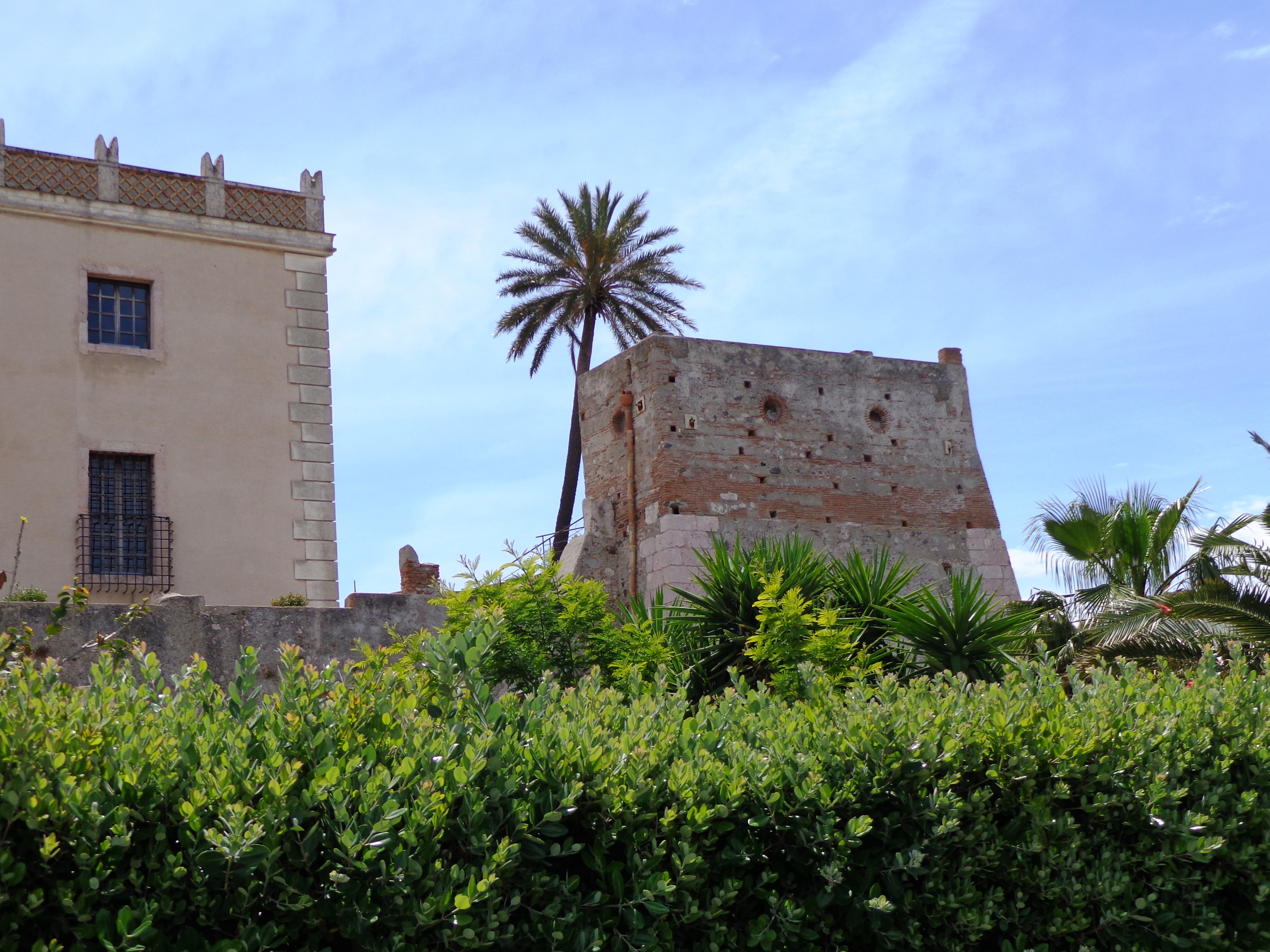
Baluardo ovest.

Il castello di Bauso, oggi conosciuto anche come castello di Villafranca Tirrena, è un edificio fortificato ubicato a Villafranca Tirrena in provincia di Messina.

## Storia

### Epoca del Regno di Sicilia sotto le Dinastie degli Svevi e degli Aragona
Le prime notizie documentate del contado risalgono al 1271 quando re Carlo d'Angiò assegnò a Pierre Gruyer il feudo Bàusus, precedentemente appartenuto a Enrico de Dissinto. In epoca aragonese il feudo Bauso insieme al vicino Calvaruso appartennero a varie famiglie nobili: Manna.
I Gioeni furono investiti della proprietà per concessione di re Federico il Semplice:
- Perrone Gioeni Seniore,[2][4]
  - Bartolomeo Gioieni, Gran Cancelliere del Regno,[2]
    - Pirrone Gioeni Juniore,[2]
      - Giovanni da Tarento, giudice della Regia Gran Corte, nel 1397,[2][4]
        - Niccolò Castagna, tesoriere e maestro razionale del Regno, futuro viceré di Sicilia, se ne investì per permuta, istituto riconosciuto da Martino il Giovane e Martino il Vecchio nel 1399.[2][4]

Alla morte del Castagna i feudi (Castro Montis Fortis, Castro Saponariæ, Casali Roccæ, Casali Bavosæ, Casali Calvarusæ, Casali Rappano, Casali Maurojannis, Casali Sancti Petri), andarono in dote alla nipote Pina, moglie di Matteo di Bonifacio.
Per via femminile, i territori passarono prima ai Bonifacio con:
- Margherita Bonifacio, moglie di Federigo Ventimiglia. Le prime nozze con l'esponente dei Ventimiglia si conclusero senza prole,[4][5]
- Margherita Bonifacio sposò in seconde nozze Gilberto la Grua,[4][5]
  - Eulalia La Grua se ne investì nel 1453, sposò Federigo Pollicino e Castagna,[4][5]
    - Gaspare Pollicino seniore se ne investì nel 1489,[4][5]
    - Gilberto Pollicino fratello germano di Gaspare Pollicino, se ne investì nel 1505,[4][5]
      - Federigo Pollicino figlio di Gilberto Pollicino, nel 1511,[5]
        - Gaspare Pollicino Juniore nel 1520.[5]

### Epoca del Viceregno di Sicilia
La baronia fu acquistata dai Cottone con Andrea Cottone † 1561, figlio di Stefano Cottone Seniore, barone di Linguaglossa,
- Stefano Cottone Juniore, figlio di Andrea Cottone, se ne investì nel 1590,[6] vi fece ricostruire il castello, nel 1591 l'imperatore Filippo II elevò il feudo di Bauso a contea, sposò Paola d'Aragona e Branciforti.[6][7]
  - Andrea Cottone ed Aragona, morto senza prole,[6]
  - Giuseppe Cottone ed Aragona , fratello di Andrea Cottone ed Aragona, sposo di Felice Cutelli e Statella,[6]
    - Girolamo Cottone e Curtelli,[6] membro della Deputazione del Regno di Sicilia, nel 1623 fu investito del titolo di principe di Castelnuovo,[4] altro nome del contado di Bauso, concessione di re Filippo IV di Spagna.[8] Sposo di Flavia Cibo.
      - Giovanni Emanuele Cottone e Cibo, figlio di Girolamo Cottone e Curtelli, fu investito del titolo di principe nel 1639, sposò in prime nozze Caterina Branciforte, matrimonio senza prole.[8]
      - Giovanni Emanuele Cottone e Cibo sposò in seconde nozze Girolama Valguarnera, matrimonio senza prole.[8]
      - Felice Cottone e Cibo successe al fratello Giovanni Emanuele Cottone e Cibo ma, come novizia del monastero di Santa Caterina di Palermo, rinuncia alla successione in favore del cugino Scipione Cottone e La Rocca.[8]
      - Scipione Cottone e La Rocca figlio di Carlo Cottone e Curtelli, cavaliere gerosolimitano e fratello minore di Girolamo Cottone e Curtelli, fu investito del titolo nel 1670. Sposò Agata Amato e Agliata.[9]
        - Carlo Filippo Cottone e Amato, figlio di Scipione Cottone e La Rocca, fu investito del titolo 1699. Sposo di Anna Maria Morso e Fardella.[9]
          - Gaetano Cottone e Morso, sposo di Anna Maria Barzellini e Grugno, prime nozze.[9]
          - Gaetano Cottone e Morso, sposo di Lucrezia Cedronio e Gisulfo, seconde nozze.[9]

...
- Carlo Cottone Cedronio, 1819.

Nel XVIII secolo l'abate Vito Maria Amico descrive il territorio di Bauso coltivato a frutteti e a gelso, e che l'aria era malsana.
Il fondaco situato nell'attuale Piazza Dante, all'epoca Piazza del Fondaco, attivo già nel XVI secolo, era punto di sosta lungo la direttrice costiera tirrenica Palermo - Messina.

### XIX secolo
Nel 1819, la terra di Bauso e il castello con l'annesso titolo di principe di Castelnuovo, furono venduti da Carlo Cottone e Cedronio a Domenico Marcello Pettini, ex giudice della Gran Corte Civile di Palermo, il quale l'acquisto per 9.000 onze.
Scrisse il drammaturgo francese Alexandre Dumas dopo le tappe nei suoi viaggi in Sicilia, tessendo una trama sulla storia del castello:
(Alexandre Dumas, Pascal Brunò, 1838)
- Domenico Marcello Pettini, 1819.[7]
  - Francesco Pettini e Maria Antonietta Pettini scomparsa a 26 anni nel 1844. All'immatura dipartita della contessa il poeta messinese Felice Bisazza dedicò una poesia.[10]
    - Domenico Pettini amico di Giuseppe Grosso Cacopardo
      - Francesco Marcello Pettini, figlio di Domenico Pettini, investito del titolo di conte nel 1873.[7]
        - Francesco Antonio Ottaviani, nipote di Francesco Marcello Pettini.
          - Lorenzo Maria e Tommaso Ottaviani

### XX secolo
Castello del Conte: è detto Castelnuovo, e da esso, che è signoreggiante il paese, prese titolo il principato, che nel parlamento generale di Sicilia occupò il XXXI posto. Scrive Francesco Nicotra nel 1907:
D.O.M. ARCEM HANC FIDELISS, AD ARCENDAS TERRA MARISQ. HOSTIVM INCVRSIONES STHEPHANUS COTTONIVS BAVVSJ III DVS COMES A FVUNDAMENTIS FERIE IX EREXIT ANNO A PARTV VIRG. CIO IO XC.»
(Francesco Nicotra, Dizionario illustrato dei comuni di Sicilia, 1907)
Nel 1926 fu venduto dagli eredi Ottaviani al notaio Pietro Saija che lo donò allo stato.

### Epoca contemporanea
Nel 2003 si conclude un lungo ciclo di restauri che cancellano il grave stato di degrado in cui l'edificio versava negli ultimi decenni.
Il castello di proprietà pubblica è sede di eventi culturali, ambientazioni fotografiche, mostre, eventi privati e visite guidate.

## Esterno
L'attuale palazzetto nobiliare presenta fortificazioni tipiche di maniero prive di velleità difensive. Basse cortine murarie cingono un impianto a trapezio irregolare preceduto da ampio giardino sul fronte nord - occidentale. Tutto l'insieme è arroccato sulla parte terminale di un poggio digradante con balze dalla parte del prospetto anteriore affacciato sul golfo di Milazzo, stagliandosi a ridosso delle carreggiate dell'Autostrada A20 Messina - Palermo.
La cinta muraria presenta tre baluardi rispettivamente ad ovest, a nord, ad est, quest'ultimo ingloba l'ingresso con portale rivolto a S - W. Il corpo principale consta di due elevazioni, portalino al centro con accesso mediante rampe di scale con sviluppo isoscele. Ogni ala comprende due luci per ordine: balconi con inferriate al piano terra, finestre al piano superiore. I parapetti del coronamento sono intervallati da merli ghibellini (a coda di rondine), lo stesso motivo è ripreso sulle recinzioni delle terrazze.

## Interno
Residenza secondaria dei Cottone, spesso adibita a rifugio dalla cittadinanza in caso di attacchi barbareschi pirata e corsari provenienti dal prospiciente specchio di mare. In assenza di fonti scritte, per la particolare posizione panoramica, è molto verosimile che l'area abbia ospitato nelle trascorse epoche torri d'avvistamento o particolari sistemi difensivi.
A partire dal 1819 fu la famiglia dei Pettini ad arricchire gli interni con busti dei principali esponenti collocati in nicchie, ciascuno corredato da cartiglio contenente un breve ritratto del componente. Ai busti si alternano sculture raffiguranti Dante, Virgilio e Tasso e statue riproducenti le Quattro Stagioni.
Il salone presenta possenti passaggi con architravi o archi in pietra, un monumentale camino di stile rinascimentale, lo stemma dei due casati. La cappella e parzialmente una terrazza, presentano brani della fastosa pavimentazione in maiolica. Gran parte delle decorazioni e degli ornamenti sono andati perduti a causa dei danni provocati da eventi bellici e dalla trascuratezza indotta per lustri da un farraginoso iter burocratico.
- Cappella privata.

## Giardini
Intorno al perimetro di un giardino all'italiana. Una passerella collegava direttamente il corpo centrale a un laghetto della villa, nel quale una serie di fontanelle intrattenevano con giochi d'acqua e davano vita alle cascate delle grotte artificiali intitolate ai tre Canti della Divina Commedia: Paradiso, Purgatorio e Inferno.
Per la costruzione del Giardino sono state utilizzate pietre di colore diverso e vetri multicolori e al suo interno insistevano opere artistiche di pregio come la Fontana dei quattro Leoni attribuita alla bottega dello scultore fiorentino Giovanni Angelo Montorsoli.
A ridosso della terrazza anteriore, colonne e pilastri testimoniano l'esistenza di un pergolato a galleria.